# Cryptoparachtes fedotovi
Cryptoparachtes fedotovi là một loài nhện trong họ Dysderidae.
Loài này thuộc chi Cryptoparachtes. Cryptoparachtes fedotovi được miêu tả năm 1956 bởi Charitonov.